# 瑪茶榕·栓勒瑪
瑪茶榕·苏皖玛（羅馬化：Mashannoad Suwanamas，1992年08月3日—），又译瑪茶榕·栓勒玛，原名為格莫潘·苏皖玛（羅馬化：Kamonphan Suwanamas），出生於泰國曼谷，小名Linn，為泰國時尚圈的著名模特及演員。代表作有《火之迷戀》、《雨中的聲音》及電影《傷心先生》等。

## 生平
Linn於1992年8月3日出生於泰國曼谷，出生名為格莫潘·苏皖玛（羅馬化：Kamonphan Suwanamas），後改名為瑪茶榕·苏皖玛（羅馬化：Mashannoad Suwanamas），是家中的獨生女。高中畢業於Sai Nam Peung School後，於蘭實大學旅遊與酒店管理系就讀並取得學士學位。

## 演藝經歷
Linn自從就讀蘭實大學時，就開始擔任模特兒一職。擁有175公分高挑身材的她，於2011年受邀為品牌的“Lookbook Summer 2011”系列走秀，接著2012年的ELLE時裝週也能看到她的身影，此後也開始參與音樂錄影帶、戲劇及電影的拍攝。
2016年出演首部電視劇《追夢建築師》，在劇中飾演女主角Pong。
2017年與桑尼·蘇莞門坦諾（Sunny）、瑪莉·布羅納（Marie）合作的電影《傷心先生》（Mr. Hurt）於泰國上映。同年，在戲劇《火之迷戀》主演Chala一角後人氣上升。

## 影視作品

### 電視劇
| 首播年份 | 戲名                      | 戲名   | 播放平台     | 角色                           | 備註 |
| 首播年份 | 譯名                      | 原文名 | 播放平台     | 角色                           | 備註 |
| 2016年   | 《追夢建築師》            |        | One 31       | Pong                           | 主演 |
| 2017年   | 《火之迷戀》              |        | GMM25        | Chala                          | 主演 |
| 2018年   | 《最後的底線》            |        | GMM25        | Kwan Ahn Su                    | 主演 |
| 2018年   | 《觸不可及》              |        | GMM25        | Janja（過去）/ Natnara（現在） | 主演 |
| 2020年   | 《雨中的聲音》            |        | Workpoint TV | Rarin （Rin）                  | 主演 |
| 2021年   | 《詭談星期二》            |        | GMM25        | 出演第3集                      | 主演 |
| 2023年   | 《Investigation of Love》 |        | Thai PBS     |                                | 主演 |

### 網路劇
| 首播年份 | 戲名                | 戲名   | 播放平台 | 角色      | 備註 |
| 首播年份 | 譯名                | 原文名 | 播放平台 | 角色      | 備註 |
| 2022年   | 《魅力遊戲4: 心願》 |        | AIS PLAY | Thongkwao | 主演 |

### 電影
| 年份   | 上映日期              | 片名                   | 角色 | 備註 |
| 2017年 | 2017年1月27日（泰國） | 《Mr. Hurt，傷心先生》 | Dew  | 主演 |

## 外部連結
- 瑪茶榕·栓勒瑪的Instagram帳戶（泰文）